# Last Splash
Last Splash är ett musikalbum av rockgruppen The Breeders som lanserades 1993. Skivan innehöll singeln "Cannonball" som blev gruppens största singelframgång. Det är också en textstrof från den låten som döpt albumet. The Prodigy använde en loopad gitarrsampling ur låten "S.O.S." till sin låt "Firestarter".

## Låtlista
1. "New Year" – 1:56
2. "Cannonball" – 3:33
3. "Invisible Man" – 2:48
4. "No Aloha" – 2:07
5. "Roi" – 4:11
6. "Do You Love Me Now?" – 3:01
7. "Flipside" – 1:59
8. "I Just Wanna Get Along" – 1:44
9. "Mad Lucas" – 4:36
10. "Divine Hammer" – 2:41
11. "S.O.S." – 1:31
12. "Hag" – 2:55
13. "Saints" – 2:32
14. "Drivin' on 9" – 3:22
15. "Roi (Reprise)" – 0:42

## Listplaceringar
- Billboard 200, USA: #33
- UK Singles Chart, Storbritannien: #5[1]
- Nederländerna: #41[2]
- Sverigetopplistan: #43[3]